# マリリン・マンソン
ブライアン・ヒュー・ワーナー （英: Brian Hugh Warner、1969年1月5日 - 、男性）は、マリリン・マンソン (英: Marilyn Manson) の名で知られるアメリカ合衆国のミュージシャン。自身の名を冠したロックバンド、マリリン・マンソンのリード・ボーカリスト。芸名は、マリリン・モンローとチャールズ・マンソンから取られている。

## 生い立ち
1969年1月5日、アメリカ・オハイオ州のカントンに生まれる。父親はカトリック教徒であり、母親は米国聖公会の教会員であった。『マリリン・マンソン自伝  – 地獄からの帰還 – 』によると、父方はドイツ人とポーランド人を先祖に持つという。母親の信仰でカントンの教区学校に通い、のちに転校するが、1987年に高校を卒業した。
両親によってカトリックの私立中学校に入学させられ、ハルマゲドンやイエス・キリストについて嫌というほど教え込まれた。使用していたノートに、「こんな生活は嫌だ」との一文を何度も繰り返し書き続けたらしく、そのノートを見た親や教師に幾度も殴られたという。その反発から麻薬や煙草に手を出し、さらに入れ墨を入れるなどして素行不良になった結果、退学処分を受けた。それが現在の反キリスト的な歌詞などを書くようになった原因の一つと言われている。
周囲には「変態ポルノを見せつけてくる年上の親戚」や、「服を脱がせて囚人ゲームに興じる隣人」、「ベトナム戦争中に秘密部隊に属し、罪のない一般市民を多数殺害した父親」、「地下に自身の異常なマスターベーション専用の部屋を設けていた祖父」など、常軌を逸した人間が多かった。これがボンデージファッションを嫌いになった原因である。それによって受けた形而上的な虐待、迫害から孤独になるも、そこからの現実逃避としてロックに出会ったという。
1990年頃に二年制大学でジャーナリズムと劇文学を専攻していた。その大学でバンドを結成することになる仲間らと出会い、バンド活動を始動。ジャーナリストの地位を目指して努力し、南フロリダの『ライフスタイル』や『25thパラレル』などの雑誌で音楽記事を書いて経験を積んだ。この頃にナイン・インチ・ネイルズのトレント・レズナーなどと出会った。

## 音楽
1989年にアメリカ・フロリダ州にて「マリリン・マンソン&ザ・スプーキー・キッズ」を結成。1992年にこのバンド名を短縮し、「マリリン・マンソン」とした。
このバンドが1993年の夏にトレント・レズナーからの注目を受け、1994年〜マリリン・マンソンのデビューアルバムとしてナッシング・レコードより「ポートレイト・オブ・アン・アメリカン・ファミリー」を発売。1995年に「スメルズ・ライク・チルドレン」を発売したことで、バンドはカルト的な人気を獲得し始めた。1983年のユーリズミックスのヒット曲「スウィート・ドリームズ」をコンパクト盤でカバーした。トレント・レズナーと共同製作し、1996年に「アンチクライスト・スーパースター」を発売したことでより大きな成功を得た。アメリカ単独でプラチナレコード（ゴールドディスク）に認定され、3枚のアルバムのうちの2枚がトップテンに入っている。
マンソンは初め、ジャック・オフ・ジルの設立者として働いた。バンド名を付けた彼はバンドの初期の記録作成を手伝い、『マイ・キャット』をギターで演奏した。南フロリダの大部分でショーを開いている。
ラッパーのDMXのアルバム「フレッシュ・オブ・マイ・フレッシュ，ブラッド・オブ・マイ・ブラッド」と、マンソンが立ち上げたレーベル「ポストヒューマン」で唯一活動していたゴッドヘッドのアルバム「2000イヤーズ・オブ・ヒューマン・エラー」のゲストパフォーマーとして出演している。1993年に公開され、2007年に3D化された『ナイトメアー・ビフォア・クリスマス』の音楽に使われているダニー・エルフマンの『ディス・イズ・ハロウィーン』をカバーしており、それは2008年発売のカバーアルバム『ナイトメア・リヴィズィテッド』に収録されている。

## 映画とテレビ出演

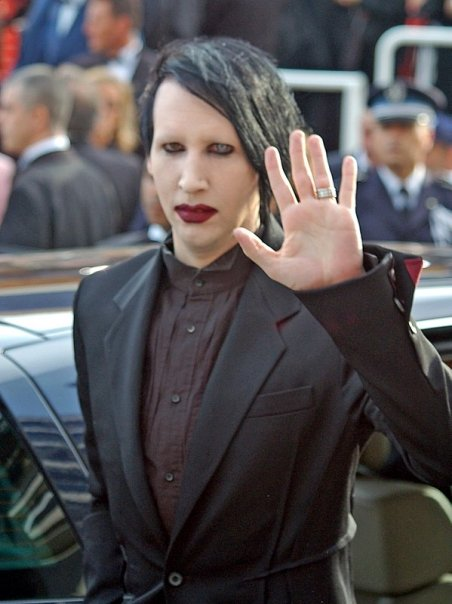
2006年カンヌ国際映画祭にて

マンソンはデイヴィッド・リンチの映画『ロスト・ハイウェイ』にて俳優としてデビュー。以来『パーティ★モンスター』、当時の婚約者であったローズ・マッゴーワン主演の『ハード・キャンディ』、アーシア・アルジェントの『サラ、いつわりの祈り』、『ブラッド』などといった作品にて、様々な脇役での出演および特別出演でその姿を見せた。
マイケル・ムーアの政治ドキュメンタリー『ボウリング・フォー・コロンバイン』にて扱われているコロンバイン高校銃乱射事件について、マンソンの曲が原因ではないかという申し立てがなされたことについて、ムーアのインタビューに答えた。『クローン・ハイ』というアニメに出演し、MTVの『セレブリティ・デスマッチ』にて、ショーの非公式の優勝者とマスコットに扮して参加している。クレイアニメによる操り人形を用いて声を演じ、サウンドトラックアルバムに「アストニッシング・パノラマ・オブ・ジ・エンドタイムズ」を寄贈している。
2005年7月、マンソンはローリング・ストーンに「俺は音楽から映画製作に焦点を移してきた。現在、世界が音楽に価値があるとみなしてるとは思わない。もはやほかの人間による芸術;特にレコード会社を反映したものは作りたくない。自分の芸術を作りたい」と述べた。俳優のジョニー・デップは、映画『チャーリーとチョコレート工場』にてウィリー・ウォンカ役として出演した際に、マンソンのパフォーマンスにひらめきを得て演技に利用した。マンソンは映画のウィリーウォンカ役のデップの演技に興味を示した。「不思議の国のアリス」の作者ルイス・キャロルの映画『ファンタズマゴリア:ザ・ビジョンズ・オブ・ルイス・キャロル』の監督を務めた。この映画では監督／主演／音楽を自ら手掛け、アリス役にはファッションモデルのリリー・コールを起用した。

## 芸術活動
2004年、マンソンは『i-D』という雑誌のインタビューにて、1999年から水彩絵を描き始めたことを語った。2002年9月13日から14日にかけて、アメリカ・ロサンゼルスの現代画展センターにて、マンソン初の水彩画の展示会「ゴールデン・エイジ・オブ・グロテスク」が開かれた。「アート・イン・アメリカ」のマックス・ヘンリーは、マンソンの作品を「精神病患者が芸術療法として物質援助を受けた」作品にたとえて、著名人として描いたその絵の価値を「彼の作品は美術作品として真剣に受け止められることはないだろう」と述べた。
2004年9月14日から翌15日にかけて、フランスのパリおよびドイツのベルリンにて、2回目の展示会が開かれた。展示品の中心の題名でもある『Trismegistus』と名付けられた展示会では、大きな3つの頭のキリストが、持ち運び可能な死体防腐処理テーブルのアンティーク木材の羽目板に描かれている。マンソンは自身の芸術運動を「セレブリタリアン・コーポレーション」と称した。この運動のために「俺たちはそこにいる奴らに（俺たちの）恐れを売る」という標語を作った。2005年、マンソンは「セレブリタリアン・コーポレーション」が正確には1998年に何らかの形で始まっており、7年間培養させていたことを示している、と述べた。
「セレブリタリアン・コーポレーション」は、3度目の展示会が開催された米国のロサンゼルスにあるマンソンの美術館と同名であり、「セレブリタリアン・コーポレーション・ギャラリー・オブ・ファイン・アート」と呼んだ。2007年4月2日から17日にかけて、彼の最近の作品がフロリダ州のある美術館に展示されている。この展示会での40作品はドイツケルンのブリギッテ・シェンクという美術館へと移されたうえで、2007年6月28日から2007年7月28日にかけて公的に展示された。マンソンは展示会の初日の夜に出席するために同地にいたが、ケルン大聖堂への入場を拒絶された。化粧が原因だったが、別の情報源では複数の理由が挙げられた。

## ビデオゲーム
マンソンは、『エリア51』というビデオゲームにて、「エドガー」という名の宇宙人役として出演している。『クルシ・フィクション・イン・スペース』という楽曲は『ダークネス』というゲームのコマーシャルにて使用された。テレビゲーム『セレブリティ・デスマッチ』にはマンソンの似顔絵が使われており、2003年に彼がサウンドトラックにレコーディングした歌が使われている。『ユーズ・ユア・フィスト・アンド・ノット・ユア・マウス』という楽曲は、ゲーム『コールド・フィアー』ならびに『スポーン：アルマゲドン』にクレジット名で入っている。『Arma-Goddamn-Motherfuckin-Geddon』という楽曲はゲーム『Saints Row: The Third』に使用された。

## アブサン
スイスで作られているリキュールのアブサンを、マンソンの自社ブランド『Mansinthe』として作ることにも着手している。匂いを汚水と比較したり、味を「小便なみに酷い」と酷評した批評家など賛否両論を受け、アブサンの「Versinthe」が、上位5つのうち2位となり、2008年のサンフランシスコ・ワールド・スピリッツ・コンペティションで金メダルを勝ち取った。

## 私生活

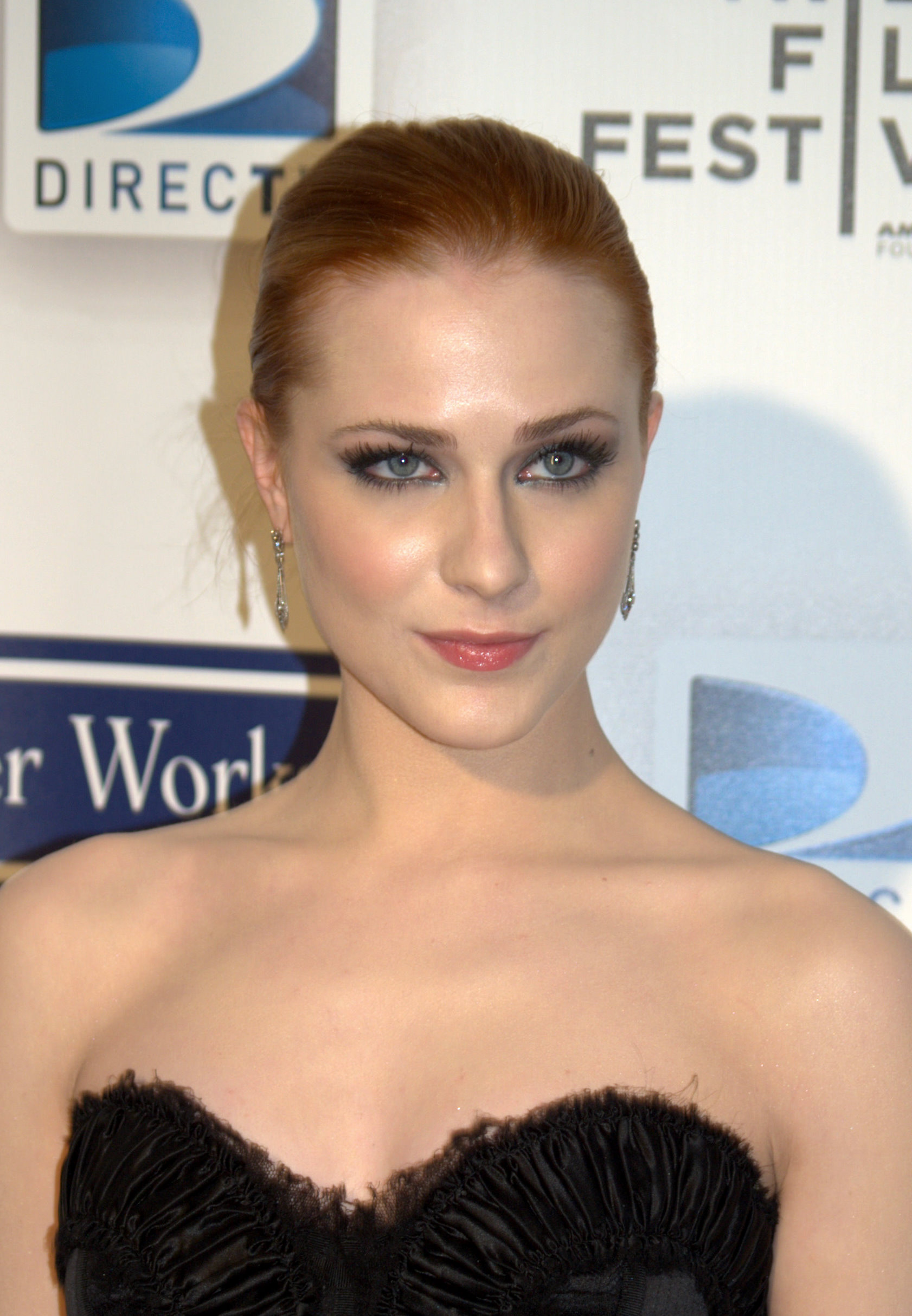
エヴァン・レイチェル・ウッド

マンソンは、のちに結婚することになるディタ・フォン・ティースと関係ができる前に、ミッシェル・グリーンバーグと関係があった。女優のローズ・マッゴーワンと婚約していた。2007年にエヴァン・レイチェル・ウッドとの関係が公表されると、マンソンの性生活に注目が集まった。自身のサイン入りの黒革のパンツを穿くというマンソンのコメントをメディアが発表したのち、動物の権利の愛護団体・動物の倫理的扱いを求める人々の会が、『ワースト・ドレス・セレブリティズ’2008』にマンソンを加えた。髪や目の色が黒く、色白でセックスシンボルのような女性を選ぶ傾向にある。交際している女性も例え髪が黒くなくとも交際中に髪を黒く染めたりしている。

### ディタ・フォン・ティースとの結婚

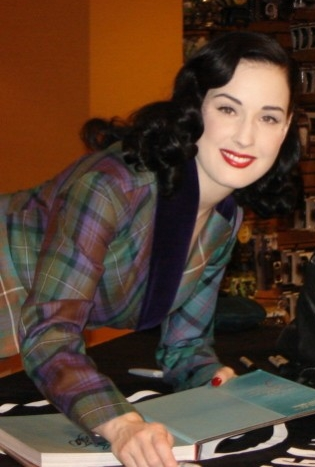
ディタ・フォン・ティース

マンソンは長いあいだ、バーレスクダンサーでモデルのディタ・フォン・ティースならびに彼女のウェブサイトのファンであった。2人が初めて出会ったのは、マンソンが自身のミュージックビデオの1つに彼女に出演して踊るよう頼んだときである。それは叶わなかったが、これを契機に2人は連絡を取り合った。マンソンの32歳の誕生日に、ディタはアブサンのボトルを1本届け、両者はカップルとなった。
2004年3月22日、マンソンはディタにプロポーズし、1930年代のヨーロッパのダイヤモンドで7カラットのダイヤモンドカットの指輪を贈った。2005年11月28日、マンソンとディタは、自分たちの自宅で無宗派による式を挙げ、非公式に結婚した。同年12月3日、アイルランドのティペラリー県に住む彼らの友人ゴットフリート・ヘルンヴァインの自宅でより大きな式典が開かれた。
結婚式では、映画監督で漫画原作者のアレハンドロ・ホドロフスキーが司会を務めた。伝えられるところでは、2人はおおよそ60人の人間の前で結婚の誓いを交わしたという。花嫁は、スティーブン・ジョーンズとパール・コルセットによるデザインの三角帽子と、ヴィヴィアン・ウエストウッドが作った青みがかった紫の絹のガウンを着ていた。モスキーノはディタのためだけに、週末の残りのあいだにずっとワードローブをデザインしていた。披露宴での音楽は、レトロなドイツのバンドマックス・ラーベが提供した。客たちは、その日の結婚式のあとにスキート射撃、アーチェリー、そして鷹狩に招待された。
結婚式の写真は、2006年3月号のファッション雑誌ヴォーグの見出し「ザ・ブライド。ウォア・パープル」に掲載された。

### 離婚
2006年12月30日、ディタ・フォン・ティースは「和解しがたい不和」のために離婚を申請した。ET.comと雑誌ピープルは、マンソンが、映画『ファンタズマゴリア：ザ・ビジョンズ・オブ・ルイス・キャロル』で共演し、2007年のマンソンのシングル「ハート・シェイプド・グラスィズ」に登場している女優のエヴァン・レイチェル・ウッドと「不倫した」と報じている。ディタ・フォン・ティースはサンデー・テレグラフのインタビューで、「彼は私が協力的ではないという印象を受けたようだけれど、真実は、私が彼の生き方の支えにはならなかった。誰かほかの人と一緒だった」と述べた。マンソンのアルコール依存症とよそよそしい振る舞いが、破局の原因として挙げられもした。伝えられるところでは、マンソンは双方の3匹の猫の養育権を巡って争っているという。離婚の審判は、2007年12月27日にアメリカ・ロサンゼルスの上級裁判所に託された。
2009年には、ポルノ女優ストーヤとの恋愛沙汰が報じられた。
大のパパラッチ嫌いでありパパラッチがいると自分の顔に「Fu○k you（お前を犯す）」と書いて現れたり、煙幕を使ったりしたことがあるらしい。

### 性的虐待告発
2021年2月、元交際相手であるエヴァン・レイチェル・ウッドがInstagramにて性的虐待を告発した事をうけ、他4人の女性が性的虐待を告発し、所属レーベルが契約を打ち切った。
この告発を受け、マリリン・マンソンは事実ではないと反論する声明をインスタグラムに投稿した。
また、2005年から2006年にかけて結婚生活を送った元妻であるディタ・フォン・ティースは、「離婚理由は不倫と薬物乱用であり、虐待ではない」と声明を発表した。
米ロサンゼルス郡保安官事務所は、マリリン・マンソンに対して申し立てられているドメスティックバイオレンスの容疑を巡り、捜査していると発表した。
2022年3月2日、マリリン・マンソンがエヴァン・レイチェル・ウッドの告発を、キャリアを狂わせた悪質な嘘であるとして名誉毀損で訴えたことが明らかになった。

## 訴訟
1997年に元ギタリストのデイジー・バーコウィッツが、「アンチクライスト・スーパースター」を含む期間までの自身のバンドへの貢献に対して未払いである著作権使用料を求めて、マンソンを告訴した。この案件は1998年に決着したが、どうなったのかは明らかにされていない。
2000年11月27日、アメリカ・ミネソタ州ミネアポリスでのコンサートで警備員を務めていた人物が、マンソンに暴行されたとして、ミネアポリス連邦裁判所にて7万5,000ドルの損害賠償を要求する民事訴訟を起こした。連邦裁判所の陪審員は、マンソンを「勝訴」とした。
2001年7月30日、マンソンはアメリカ・ミシガン州オークランド郡のクラークストンでのコンサートにて、ヨシュア・キースラーという名の警備員に性的不品行を働いたとして告発された。オークランド郡は、当初は暴行罪と性的不品行の罪でマンソンを告訴したが、裁判官は後者を軽犯罪である「風紊乱行為」に引き下げた。マンソンは引き下げられた告訴に対して不抗争の答弁を嘆願して4000ドルの罰金を払い、後日、明らかにされていない条件のもとで訴訟を解決した。
2002年4月3日、マリア・セント・ジョンという名の人物が、マンソンが娘にコカインを摂取させ、娘がその状態で車を運転して死んだとして、マンソンをロサンゼルスの上級裁判所に告訴した。
2007年8月2日には元メンバーのスティーブン・グレゴリー・ビール・ジュニアが、未払いの給料2000万ドルを求めてマンソンに訴訟を起こしている。訴訟の一部の詳細は、報道機関に漏洩した。同年11月、ある新聞社が「マンソンが子供の骨格と人間の皮膚でできたマスクを購入した」と伝えたことで、マンソンに訴訟を起こされた。伝えられたところによれば、ハイイログマ、2体のヒヒといった動物のぬいぐるみ、そしてナチスの遺物を購入したという。同年12月、マンソンは、曲の演奏やバンドの宣伝といった、バンドのメンバーとしての責任を果たすことを怠ったとして、ビールを控訴していた。
2009年12月28日、スティーブン・グレゴリー・ビール・ジュニア側の主張が認められず却下されたことが発表された。。

## 音楽性

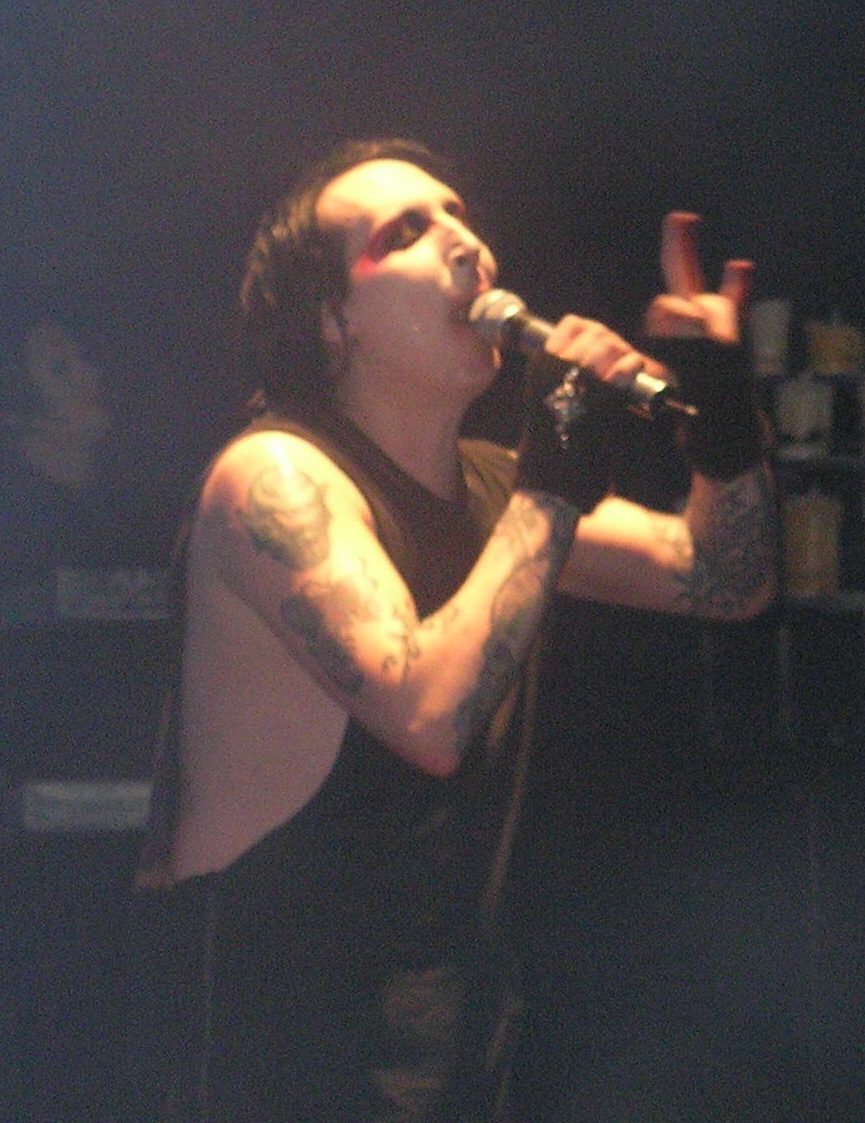
スロベニアの首都リュブリャナでのライブにて（2007年）

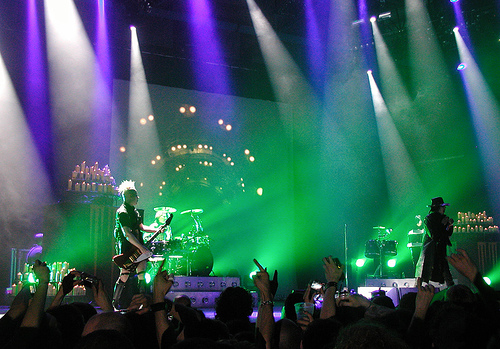
フィレンツェでのライブにて（2007年）

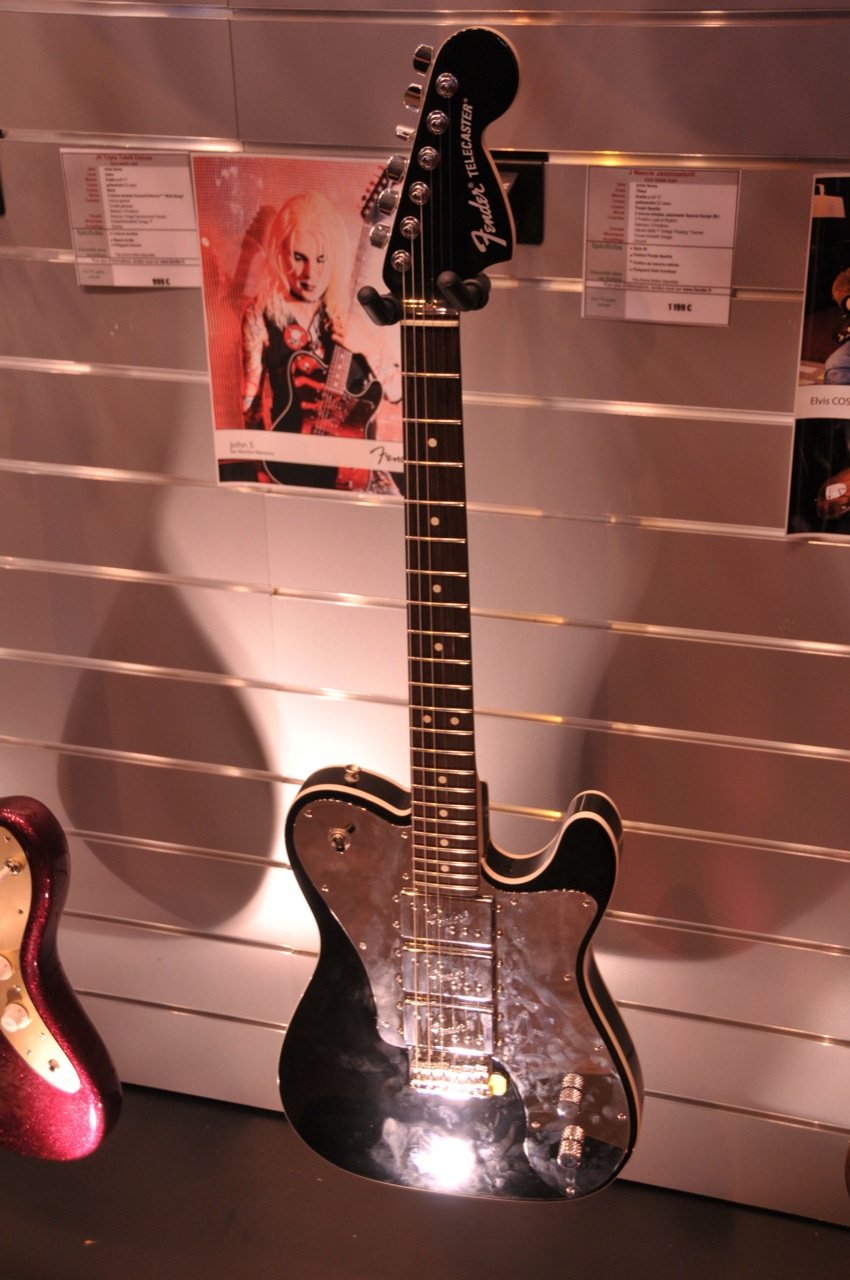
愛用のギター:フェンダー・テレキャスター John

その音楽は専らハードロックやインダストリアル・メタル、オルタナティヴ・ロックに分類されるが、ポップな要素を多く含んでいる。また、アルバムごとに全くといっていいほど音楽性を変える。歌詞には、その独自の世界観と哲学を反映させている。その音楽性や哲学、カリスマ性はジャンルを問わず、国内外のアーティストに影響を与えている。
ライブツアーには非常に精力的で、大規模な仕掛けや趣向を凝らした演出を欠かさない。紋章入りの真っ赤なたれ幕と黒焦げの星条旗の前で、ナチスさながらに壇上で歌い叫ぶなどといったことを行う。聖書を破り捨てるなどの演出から、ライブ会場の前にてキリスト教の団体による抗議デモが見られることが珍しくない。ヨーロッパでのツアーでは豚の血を会場に撒くなどの過激な演出でマスコミからのバッシングも受けた。

### 影響
キッス、デヴィッド・ボウイ、ビートルズ、クイーン、ドアーズ、モトリー・クルー、デペッシュ・モード、ゲイリー・ニューマン、ウルトラヴォックス、ザ・キュアー、スキニー・パピー、ミスフィッツ、ジェーンズ・アディクション、タイプ・オー・ネガティヴ、ホワイト・ゾンビ、オジー・オズボーン、アイアン・メイデン、アリス・クーパーなどといった様々なジャンルの音楽から影響を受けている 。その中でもボウイは別格の存在であり、『Ashes to Ashes』のミュージック・ビデオを「何度見ても色あせることはない」と絶賛している。「ポートレート・オブ・アン・アメリカン・ファミリー」に、収録されている"ドープ・ハット"のプロモーション・ビデオは『夢のチョコレート工場』から影響を受けたものとされている。

### カバー・楽曲提供
ユーリズミックスの『スウィート・ドリームズ（アー・メイド・オブ・ディス）』に代表されるように、マンソンはほかのアーティストの曲のカヴァーも精力的に取り上げている。
- Rock N' Roll Nigger（パティー・スミス）
- Personal Jesus（デペッシュ・モード）
- Tainted Love（ソフト・セル）
- This is Halloween（ナイトメアー・ビフォア・クリスマス）
- I Put a Spell on You（スクリーミン・ジェイ・ホーキンス）
- Five to One（ドアーズ）
- Highway to Hell, Shoot to Thrill（AC/DC）
- Working Class Hero（ジョン・レノン）
- KKK Took My Baby Away（ラモーンズ）
- Suicide Is Painless（Johnny Mandel）
- sweet dreams（ユーリズミックス）

「ロック・イズ・デッド」を映画『マトリックス』に、「ディス・イズ・ザ・ニュー・シット」を映画『マトリックス・リローデッド』に、「レディーマー」を映画『クイーン・オブ・ザ・ヴァンパイア』に、「ディスポーザブル・ティーンズ」を映画『ブレア・ウィッチ・プロジェクト』に、「ザ・ファイト・ソング」「レジデント・エビル・メイン・タイトル・テーマ」「セイジャー・オブ・パワー」「リユニオン」「クレンジング」を映画『バイオハザード』に、「ロング・ハード・ロード・アウト・オブ・ヘル」を映画『スポーン (映画)』に、「ザ・ラ・ラ・ソング」を映画『パーティ★モンスター』に、「イレスポンシブル・ヘイト・アンセム」を映画「ソウ2」に、「ユー・アンド・ミー・アンド・ザ・デビル・メイクス・スリー」を映画『バイオハザードIII』に提供するなど、映画への楽曲提供も行っている。

## マリリン・マンソンとキリスト教
マンソンには常に反キリスト的（つまり悪魔的）イメージが付きまとう。反キリスト教イメージを持つアーティストは少なからず存在するが、ここまでそのイメージが定着しているアーティストは少ない。それを決定付けたのが、セカンドアルバム『アンチクライスト・スーパースター』の発表である。これ以後マンソンは「アンチクライスト・スーパースター」という別名で呼ばれるようになった。しかしマンソン自身は、単なるキリスト教批判ではないと主張している。「ディスポーザブル・ティーンズ」という楽曲の中で「俺は本当の神を憎んだことは一度もないが、人々が信じる神は大嫌いだ」と歌っているのはその一例である。
『Holy Wood : In the Shadow of the Valley of Death』の発表や、その後の「Guns, God, Government Tour」では政府、銃問題に加え、アメリカに蔓延する狂信的なキリスト教原理主義に対する反抗をテーマとした。マンソン自身、高校生の頃にダーウィンやニーチェ、フロイトを読んでいたことも影響している。とりわけニーチェの著作「反キリスト者」（1889年）から受けた影響は大きい。
その主張と行動は常に賛否両論を巻き起こすが、問題を提起し、議論を促していることは確かである。

## コロンバイン高校銃乱射事件を巡って
事件発生前からアメリカのキリスト教保守派は、自ら「アンチ・クライスト・スーパースター」と名乗り、セックスと暴力を歌うマンソンに怒っており、糾弾するきっかけを待っていた。そんな最中、1999年4月20日、アメリカ・コロラド州ジェファーソン郡のコロンバイン高校に、同校の学生2人が銃を持って乱入し、生徒12人と教師1人を射殺して自殺した事件（コロンバイン高校銃乱射事件）が発生。メディアでは2人はマンソンの影響を受けていたという報道がなされた(暴力的なビデオゲームポスタルの影響を疑う報道もあった)。
後ほど2人はマンソンのファンではないと判明したが、その事実は殆ど報道されず、今でも乱射事件はマンソンの影響と信じている人も多い。キリスト教保守派メディアは、彼の社会的影響を追及した。抗議集会が開かれ、その集会の出席者から「マリリン・マンソンは、「恐怖」や「憎悪」、「自殺」や「死」を広めに来る」といった不条理な讒謗を受けた。とりわけキリスト教徒からの誹謗は強かった。
この事件を扱ったドキュメンタリー映画『ボウリング・フォー・コロンバイン』にマンソンは出演しており、監督を務めたマイケル・ムーアによるインタビューを受けている。そのインタビューの中で彼は、
- 「事件の事で俺が糾弾される理由は分かるさ。俺を犯人に仕立て上げれば（マスコミに）都合が良いからね」
- 「俺が表現してるものは恐怖だ。その事で誰にも遠慮はしてないさ」
- 「あの悲惨な事件は2つの副産物を生み出した。娯楽における暴力的な描写と銃規制さ。この2つは次の大統領選挙の争点と重なる。だけど人々は大統領（ビル・クリントン）がモニカ・ルインスキーとホワイトハウスでした事や、他の国を爆撃した事も忘れてるんだ」
- （コロンバイン高校銃乱射事件が起こったその日に、アメリカがコソボを空爆した事について）「皮肉な話だよな。大統領のせいであんな悲惨な事件が起きた、とは誰も言わないんだから。メディアが望む形で恐怖を生み出せないからね」
- 「毎日視聴するテレビのニュースで、人は恐怖を詰め込まれる。アメリカ政府とマスコミが恐怖と消費を煽ってるんだ。アメリカの経済はそういう仕組みになってるのさ」
- （「コロンバインを襲撃した犯人の高校生に言いたいことは?」と訊かれて）「何もない。ただ黙って彼らの言いたい事を聞く。ただ誰1人としてそれをやらなかったんだ」

と語った。
加害者と関係があり、一時期警察から加害者の1人にでっち上げられた男性もredditのIAmAで、「テレビや音楽で影響を受けるなら、僕は毎日タンポンと車を買うだろう」と、マンソンだけが原因ではないことを語っている。

## 嗜好
ステーキ、コーンフレーク、砂糖が入ったものを好んで食べる。好きな酒はワイン、特にアブサン酒を愛飲している。コーヒーを飲まない。コーヒー豆の缶の中に堕胎児が捨てられているのを見て以来飲めなくなった。
若い頃は頻繁に喫煙していたが、その影響で兄が肺癌を患って他界したため、以来吸わなくなった。
コカインを常用しているとされる。プロモーションビデオにもそうした描写がある。『I don't like the drugs but the drugs like me（自分は麻薬好きではないが、麻薬からは好かれている）』という楽曲でも露骨にドラッグの存在を表現している。

## ディスコグラフィ
マリリン・マンソン (バンド)名義

### アルバム
- 『ポートレイト・オブ・アン・アメリカン・ファミリー』 - Portrait of an American Family (1994年)
- 『スメルズ・ライク・チルドレン』 - Smells Like Children (1995年) ※EP
- 『アンチクライスト・スーパースター』 - Antichrist Superstar (1996年)
- 『メカニカル・アニマルズ』 - Mechanical Animals (1998年)
- 『ザ・ラスト・ツアー・オン・アース』 - The Last Tour on Earth (1999年) ※ライブ
- 『ホーリー・ウッド〜イン・ザ・シャドウ・オブ・ザ・ヴァリー・オブ・デス』 - Holy Wood (In the Shadow of the Valley of Death) (2000年)
- 『ザ・ゴールデン・エイジ・オブ・グロテスク』 - The Golden Age of Grotesque (2003年)
- 『イート・ミー、ドリンク・ミー』 - Eat Me, Drink Me (2007年)
- 『ザ・ハイ・エンド・オブ・ロウ』 - The High End of Low (2009年)
- 『ボーン・ヴィラン』 - Born Villain (2012年)
- 『ザ・ペイル・エンペラー』 - The Pale Emperor (2015年)
- 『ヘヴン・アップサイド・ダウン』 - Heaven Upside Down (2017年)
- 『ウィー・アー・ケイオス』 - We Are Chaos (2020年)
- One Assassination Under God - Chapter 1 (2024年)

## 書籍
- 『マリリン・マンソン自伝  – 地獄からの帰還 – 』（The Long Hard Road Out of Hell） マリリン・マンソン＆ニール・ストラウス/村上ひさし訳 シンコーミュージック 1998年12月 ISBN 4401621891
- 『マリリン・マンソンの言葉』 チャック・ウェイナー/村上ひさし訳 シンコーミュージック 2000年9月 ISBN 4401616561
- 『解剖―マリリン・マンソン神話の構造』 ガヴィン・バドレー/古田智佳子訳 アップフロントブックス 2002年1月 ISBN 484701426X